# Gzuz
Кристофер Клаус (Хамбург, 29. јун 1988), познат као Gzuz (транскр.  Гзуз), немачки је репер, текстописац и музички продуцент. Поред соло каријере, члан је хамбуршке хип-хоп групе 187 Strassenbande.

## Биографија
Родитељи Кристофера Клауса развели су се током његовог детињства. Након раздвајања родитеља, Клаус је одрастао са сестром и мајком у Хамбургу. Према његовој властитој изјави, био је фасциниран људима који свој новац зарађују на улицама, што га је навело да настави исти животни стил. Клаус је члан хамбуршке хип хоп екипе 187 Strassenbande од 2006. године под именом Гзуз. Име Гзуз је скраћеница за "Ghetto Zeug unzensiert" (Нецензурисане гето ствари).
У октобру 2010. године осуђен је на три године и шест месеци затвора због пљачке. Током његовог притвора, улична банда 187 је отишла на турнеју Слободан Гзуз 2012. године и продавала је Гзуз робу, као што су Слободан Гзуз мајице.
Након пуштања на слободу 2013. године учествовао је на турнеју Буђење. Године 2014. издао је заједно са Бонезом МЦ-ом албум High & hungrig, који је ушао у топ најбољих албума у Немачкој под бројем 9.
Његов соло албум Ebbe & Flut објављен је 9. октобра 2015. године. Ово је доспело на друго место на листи албума у Немачкој. Објављује албум High & hungrig 2 заједно са Бонез МЦ-ом 27. маја 2016. 
Гзуз је привукао пажњу у Америци након што је Worldstar Hip Hop објавио видео за његову песму "Was Hast Du Gedacht" у фебруару 2018. године. Музички спот је постао виралан због своје изузетно графичке и насилне природе. Ворлдстар је касније објавио и видео за његову песму “Warum”.

## Награде
- ХАНС - Der Hamburger Musikpreis
  - 2016: у категорији Song des Jahres за Ахнма са Почетником и Господином
- Preis für Popkultur
  - 2016: у категорији Lieblingsvide за Ахнма са Почетником и Господином
- Hiphop.de награде / Ђус-награде
  - 2016: у категорији Најбољи Панчлајн за "Cabrio: Check! Glas wird geext / Na klar gibt es Sex, weil ich parshippe jetzt!"[2][3]

## Дискографија

### Албуми
са 187 Strassenbande
- 2009: 187 Strassenbande
- 2011: Der Sampler II
- 2015: Der Sampler III
- 2017: Sampler 4
- 2018: Wolke 7
- 2020: Gzuz

Соло
| Година | Наслов                        | Листа | Листа | Листа |
| Година | Наслов                        | НЕМ   | АУС   | ШВА   |
| ------ | ----------------------------- | ----- | ----- | ----- |
| 2014   | High & hungrig(са Бонез МЦ)   | 9     | 28    | 36    |
| 2015   | Ebbe & Flut(соло)             | 2     | 8     | 4     |
| 2016   | High & hungrig 2(са Бонез МЦ) | 1     | 2     | 2     |

### Колаборативни синглови и друге уцртане песме
| Година | Наслов                                              | Листа | Листа | Листа | Албум     |
| Година | Наслов                                              | НЕМ   | АУС   | ШВА   | Албум     |
| ------ | --------------------------------------------------- | ----- | ----- | ----- | --------- |
| 2017   | "Mit den Jungz" (Гзуз, Бонез МЦ & ЛКС)              | 11    | 45    | 62    | Sampler 4 |
| 2017   | "Millionär" (Бонез МЦ, Гзуз)                        | 2     | 29    | 32    | Sampler 4 |
| 2017   | "High Life" (Бонез МЦ, РАФ Камора , Гзуз & Максвел) | 30    | 67    | –     | Sampler 4 |